# Jackie Armstrong
George „Jackie“ Armstrong (* 13. April 1920 in Consett, County Durham, England; † 16. Juli 2005 in London) war ein britischer Jazzposaunist.

## Leben und Wirken
Armstrong verließ mit 14 Jahren die Schule, um zunächst als Kohlensortierer zu arbeiten. Nach kurzer Tätigkeit als Schreiner spielte er als professioneller Musiker in Archie's Juvenile Band. Nach Auflösung der Band arbeitete er bei Alec Halls, einem Posaune spielenden Komödianten, und in einer Dixieland-Band in Dundee. Während des Zweiten Weltkriegs war er als Musiker bei der Royal Artillery, wurde aber eher als Fahrer eingesetzt. Nach Kriegsende spielte er bei Lou Preager im Hammersmith Apollo, bevor ihn Ted Heath dort in seine Band holte. Er wurde als Solist herausgestellt und hatte auch komödiantische Einlagen, wie in dem Violinensolo von A Thousand Violins, das er mit Kadenzen auf der Posaune begleitete. Nach sechs Jahren auf Tourneen bei Heath entschied er sich Mitglied von Woolf Phillips and the Skyrockets zu werden, die ein Engagement im London Palladium hatten. Anschließend arbeitete er in Tommy Watts Orchester und bei Cyril Stapleton in dessen neu formierter BBC Show Band, wo er bis zu deren Auflösung 1957 blieb. Er nahm in dieser Zeit auch mit Kenny Graham und dem Kenny Baker Orchestra auf. In den folgenden Jahren spielte er bei Jack Parnell und hauptsächlich als Studiomusiker; dann war er in der Heath-Band unter Leitung von Don Lusher bis zu deren endgültiger Auflösung im Jahr 2000 tätig.

## Diskographische Hinweise
- Kenny Baker Date with the Dozen (1955–57)
- Kenny Graham Presenting Kenny Graham (1956/57)
- Cyril Stapleton and His Orchestra Dancing in the Dark (1956)
- Kenny Clare & Ronnie Stephenson Drum Spectacular (1966)